# Wspólnota administracyjna Bad Rappenau
Wspólnota administracyjna Bad Rappenau – wspólnota administracyjna (niem. Vereinbarte Verwaltungsgemeinschaft) w Niemczech, w kraju związkowym Badenia-Wirtembergia, w rejencji Stuttgart, w regionie Heilbronn-Franken, w powiecie Heilbronn. Siedziba wspólnoty znajduje się w mieście Bad Rappenau, przewodniczącym jej jest Hans Heribert Blättgen.
Wspólnota administracyjna zrzesza jedno miasto i dwie gminy wiejskie:
- Bad Rappenau, miasto, 20 505 mieszkańców, 73,55 km²
- Kirchardt, 5 407 mieszkańców, 21,50 km²
- Siegelsbach, 1 630 mieszkańców, 7,68 km².